# Francisco Balagtas
Francisco Balagtas (2 april, 1788—20 februari, 1862), född Francisco Baltazar, var en framstående filippinsk poet och anses vara motsvarigheten till William Shakespeare på språket tagalog. Det kända episka verket Florante at Laura, publicerat 1838, anses som hans främsta verk.

## Tidiga år
Född i staden Bigaa (nu namngiven Balagtas till hans ära) i provinsen Bulacan, var Francisco Balagtas det yngsta av fyra barn. Hans föräldrar var smeden Juan Baltazar och dennes fru, Juana dela Cruz. Han fick smeknamnet Kiko och hans syskon hette Felipe, Concha och Nicholasa.
Han studerade i en religiös skola i Bigaa under sina tidigaste grundskoleår. Balagtas var sju år när han flyttade till Tondo, Manila. Hans faster, Doña Trinidad, var imponerad av hans flitighet och bekostade hans studier.

## Livet som en poet
Balagtas lärde sig skriva poesi av Jose dela Cruz (Huseng SisiwSisiw), en av de mest kända poeterna från Tondo. Det var Jose dela Cruz själv som utmanade Balagtas att förbättra sin poesiteknik.
År 1835 flyttade Balagtas till Pandacan där han mötte Maria Asoncion Rivera som skulle tjäna som musa för hans framtida verk. Hon refereras i Florante at Laura som "Celia" och "MAR". Balagtas kärlek till Maria utmanades av den inflytelserika Mariano Capule. Capule vann slaget om Celia när han använde sin förmögenhet för att fängsla Balagtas. Det var här han skrev Florante at Laura, händelserna i dikten var en beskrivning av hans egen situation.
Han skrev sina dikter på tagalog under en tid när de flesta filippinska texter skrevs på spanska. Forskare anser att hans dikter reflekterar övergreppen från de spanska kolonisterna. Balagtas tjänade som generalmajor sedan han flyttat till Udyong i Bataán år 1840. Där träffade han Juana Tiambeng från Orion, Bataán som han gifte sig med år 1842. Tillsammans fick de elva barn — fem pojkar och sex flickor. Sju av dem dog i ung ålder.
Balagtas är så stor i Filippinerna att han har fått en egen filippinsk diktform namngiven efter sig, Balagtasan. Han har även fått ge sitt namn till en krater på Merkurius, Balagtaskratern.

## Verk
1. Florante at Laura
2. Orosmán at Zafra - en komedi i fyra delar
3. Don Nuño at Selinda - en komedi i tre delar
4. Auredato at Astrome - en komedi i tre delar
5. Clara Belmore - en komedi i tre delar
6. Abdol at Misereanan - en komedi
7. Bayaceto at Dorslica -  en komedi i tre delar
8. Alamansor at Rosalinda - en komedi
9. La india elegante y el negrito amante - en kort pjäs
10. Nudo gordeano
11. Rodolfo at Rosemonda
12. Mahomet at Constanza
13. Claus (översatt till tagalog från Latin)